# Podróż apostolska Jana Pawła II do San Marino
Podróż apostolska Jana Pawła II do San Marino – w czasie swojej 15. zagranicznej pielgrzymki,  29 sierpnia 1982, Jan Paweł II odwiedził San Marino. Była to pierwsza w historii wizyta papieża w tym kraju.
Po przylocie z Watykanu nastąpiło krótkie powitanie, następnie spotkanie z Kapitanami-Regentami (głowami państwa San Marino) i najwyższymi władzami republiki w Sali Rady Wielkiej i Generalnej w Palazzo Pubblico, nawiedzenie kościoła św. Piotra, gdzie są przechowywane pamiątki po Marynie z San Marino (założycielu San Marino), nawiedzenie Bazyliki św. Maryna i spotkanie z zakonnikami. Najważniejszym punktem pielgrzymki była msza na Stadionie Olimpijskim w Serravalle. W czasie homilii papież powiedział: „Ziemia tutejsza nigdy nie zrezygnowała z wolności”.
Była to najkrótsza pielgrzymka Jana Pawła II, bo trwała zaledwie 5 godzin.